# Яргіль
Яргі́ль — село в Хівському районі Дагестану, на правому березі річки Яргъил, під горою Зиз-рин дагь.
До райцентру 9 км.
В селі залишилось тільки 7 дворів, 40 осіб.
За 1 км від села є печера АшвутІ урхъ, де може вміститись 500 овець.